# Ursin (biskup Ravene)
Ursin (tal.: Sant 'Ursicino; ? - Ravenna, oko 536.), talijanski biskup Ravene od 533. do 536. i svetac Katoličke Crkve. Njegov blagdan se obilježava 5. rujna.
Zaslužan je za izgradnju Bazilike Svetog Apolinarija u Classi koju je prvotno podigao od opeke, zahvaljujući novcu grčkog bankara Julijana Argentarija (Iulianus Argentarius). Prikazan je na mozaiku u navedenoj bazilici. Pokopan je u bazilici San Vitale. 
Ne treba ga se miješati sa svetim Ursinom svecem iz Ravene.

## Vanjske poveznice
- (njem.) Članak na str. "Ökumenisches Heiligenlexikon"